# Diolkos
Diolkos (Δίολκος, iz grškega διά, dia "čez" in ὁλκός, holkos "prevozni stroj" ) je bil tlakovana prevozna pot blizu Korinta v Antični Grčiji, ki je omogočila ladjam prevoz po kopnem čez Korintsko ožino. Zaradi bližnjice starodavnim plovilom ni bilo treba pluti po dolgi in nevarni poti okrog polotoka Peloponez. Fraza "hiter kot Korintčan", ki jo je napisal dramatik Aristofanes, kaže, da je bila prevozna pot skupno znanje in si je pridobila sloves hitrosti. 
Glavna naloga diolkosa je bil prenos blaga, čeprav je v vojnih časih postala tudi prednostna pot za pospešitev pomorskih akcij. 6 do 8,5 km dolga pot je imela vlogo železnice in je delovala v obdobju med okoli 600 pr. n. št. do sredine 1. st. n. št.  Združil je dve načeli, železnico in kopenski prevoz ladij, kar je ostalo edinstveno v antiki.

## Vloga
Diolkos je prihranil ladjam, ki so plule iz Jonskega do Egejskega morja, nevarno morsko pot okrog Peloponeza, katerega trije rti so sloveli po neurjih, zlasti rt Matapan in rt Malea.  Nasprotno sta imela Korintski in Saronski zaliv razmeroma mirno vodo. Poleg tega je kopna pot čez ožino, na najožjem delu je široka 6,4 km, zagotovila ladjam, ki so plule na obale Jonske Grčije in z njih, veliko krajšo pot do Aten.

## Zgodovina
Antična literatura nima podatka o času gradnje diolkosa. Za Tukidida (460-395 pr. n. št.) je bil nekaj starega. Izkopani napisi in lončenina na najdišču navajajo datum gradnje ob koncu 7. ali v začetku 6. stoletja pr. n. št., to je približno v času, ko je bil Periander tiran v Korintu. Diolkos je opravljal svojo nalogo vsaj do sredine 1. stoletja n. št., po njem pa ni več pisnih podatkov. Morebiti je prevozno pot opustil Neron po  neuspelih delih na prekopu leta 67 n. št. Precej pozneje, v poznem 9. stoletju, so prevažali vojne ladje po vsej ožini. Domnevajo, da so okoli leta 1150 uporabljali še druge poti. 

### Vloga pri vojskovanju
Diolkos je igral pomembno vlogo pri starem pomorskem bojevanju. Grški zgodovinarji v 5. do 1. st. pr. n. št. večkrat pišejo, kako so bojne ladje vlekli čez ožino, da bi pospešili pomorske akcije.  Leta 428 pred našim štetjem so Špartanci načrtovali prevoz svojih vojnih ladij po diolkosu v Saronski zaliv, da bi ogrozili Atene , nato pa v peloponeški vojni, leta 411 pred našim štetjem, eskadriljo hitro prenesli za operacije v Iosu.  Leta 220 pred našim štetjem je Demetrij Hvarski floto približno petdesetih plovil vlekel čez ožino do Korintskega zaliva.  Tri leta pozneje je makedonska flota 38 plovil, ki jo je poslal Filip V., prešla diolkos, medtem ko so večje bojne ladje plule okoli rta Malea.  Po njegovi zmagi pri Akciju leta 31 pr. n. št. je Oktavijan napredoval tako hitro, kot je mogoče proti Marku Antoniju z ukazom, da del njegovih 260 liburnij prenese čez ožino.  Leta 868 je bizantinski admiral Niketas Orifas celotno floto 100 dromonov vlekel čez ožino v hitri operaciji , vendar se je to po vsej verjetnosti dogajalo drugače. 

### Vloga pri trgovanju
Kljub pogostim omembam diolkosa v zvezi z vojaškimi operacijami sodobni znanstveniki predpostavljajo, da je bil glavni namen vozne poti prevoz tovora, če upoštevamo, da se bojne ladje ne prevažajo zelo pogosto, antično zgodovinopisje pa je vedno bolj zanimala  vojna kot trgovina. Komentarji Plinija starejšega in Strabona so opisovali diolkos v miru, kar je pomenilo, da so pot uporabljali za trgovinske namene. Sočasno z vzponom monumentalne arhitekture v Grčiji je bila gradnja diolkosa morda sprva namenjena predvsem prevozu težkega blaga, kot so marmor, monoliti in les, med zahodom in vzhodom. Ni znano, koliko cestnine je Korint lahko dobil zaradi te poti na svojem ozemlju, vendar je bila pot uporabljana in vzdrževana še dolgo po dograditvi, kar pomeni, da je ostala privlačna možnost za trgovske ladje za potovanje okoli rta Malea v večjem obdobju antike. 

## Zgradba

### Potek
Diolkos je potekal čez najožji del ožine, kjer je trasa sledila lokalni topografiji v ovinkasti smeri in se izogibala strmejšim naklonom. Pot je prečkala ožino na grebenu na približno 79 m višine s povprečnim naklonom 1 : 70, medtem ko so bili posamezni vzponi tudi do 6 %. Njena skupna dolžina je bila na 6,7,8 ali 8,5 km, odvisno od števila domnevnih ovinkov. Skupno je bilo arheološko odkritih 1100 m, predvsem na zahodnem koncu v bližini Korintskega zaliva. Znana sta začetek poti s privezom južno od novejšega prekopa in potek vzporedno z njim na nekaj sto metrov oddaljenosti, nato pa se preklopi na severno stran, kjer poteka v rahlem ovinku na podobni razdalji vzdolž prekopa. Od tu naprej sledi v ravni črti poteku sodobnega prekopa ali se obrne na jug v širokem loku. Pot se konča v Saronskem zalivu v vasi Schoinos, sodobna Kalamaki, ki jo Strabon opisuje kot vozno pot vzhodnega terminala. Odseke diolkosa so uničili v 19. stoletju ob gradnji Korintskega prekopa in drugih sodobnih naprav. 

### Pot in promet
Diolkos je bila s trdim apnencem tlakovana pot, v katero so bili vrezani vzporedni žlebovi, ki so bili narazen približno 1,60 m. Pot je bila 3,4 do 6 metrov široka. Ker samo nekaj virov govori o tem, kako so ladje vlekli po poti, so na podlagi arheoloških dognanj rekonstruirali, kako je potekal promet. Imeli so neke vrste vozilo s kolesi. Vsako ladjo in tovor so vlekli na ločenih nosilcih ali pa so prenesli samo tovor in ga naložili na drugo ladjo na drugi strani ožine. Tehnična analiza je pokazala, da, čeprav težko, je bil prevoz trireme (25 t, 35 metrov dolge, 5 metrov gredi) tehnično izvedljiv. Domnevajo, da so bila plovila običajno manjši čolni namesto ladij. Da bi se izognili poškodbam kobilice med prevozom, so morali uporabljati hypozomata - debele vrvi, nameščene od premca do krme, za zmanjšanje povešanja in upogiba trupa. Ladjo in tovor so verjetno vlekli moški in živali z vrvmi in morda tudi z vitli. 
Znanstvenik Tolley je ocenil delovno silo, potrebno za vleko plovila čez greben ožine. Ob domnevi, da je trirema, prepojena z vodo, tehtala 38 ton, vključno z vozičkom, in da človek zmore silo 300 N v daljšem časovnem obdobju, je vlečna skupina, odvisno od strmine in površine vozišča, morala imeti med 112 in 142 ljudi, skupaj 33 do 42 kN oziroma okoli 3,8 ton teže. Za premik vozička do potovalne hitrosti je bilo potrebnih več kot 180 moških. Če je bila hitrost 2 km na uro, so za 6 kilometrov od morja do morja potrebovali tri ure. 
Ob domnevi, da sta obremenitev in kotalno trenje manjša, bi bila največja vlečna sila 27 kN, kar bi pomenilo nekoliko manjšo vlečno posadko. Uporabo volov je Tolley ovrgel na podlagi njihove sorazmerno zmanjšane vlečne sposobnosti. Kakor koli, energija, potrebna za prevoz po diolkosu, je bila precejšnja.

### Stara železnica
Britanski zgodovinar znanosti M. J. T. Lewis je diolkos predstavljal kot železniško progo, v osnovnem pomenu pripravljeno progo, ki je vodila vozila tako, da niso mogla zapustiti poti. Dolga je bila med 6 in 8,5 km. Redno in pogosto je delovala vsaj 650 let in za plačilo jo je lahko uporabljal vsak. Bila je nekakšna javna železniška proga, zasnova, ki se je po mnenju Lewisa začela uporabljati spet šele okrog leta 1800. Tudi njena povprečna širina okrog 160 cm je podobna sodobnim standardom.
Izkopani ostanki pa lahko dajo drugačno sliko. Medtem ko se strinjajo, da so utori v vzhodnem delu namerno vrezani v kamnite plošče za usmerjanje koles vozička, tiste na zahodnem odseku pa nekateri razlagajo kot posledico obrabe. Po drugi strani pa je lahko označena usločenost tega cestnega odseka namerno obrnjena. Na splošno je različne oblike utorov mogoče razložiti tudi z dolgim obdobjem delovanja diolkosa in so spremembe in popravila bistveno vplivali na videz vozne poti.

### Sodobno raziskovanje
Glavni inženir Korintskega prekopa Béla Gerster je izvedel obsežno raziskavo o topografiji ožine, vendar diolkosa niso odkrili. Ostanke vozne poti za ladje je najprej opredelil nemški arheolog Habbo Gerhard Lolling leta 1883, kot izhaja iz Baedekerja. Leta 1913 je J. G. Frazer poročal v svojem komentarju Pausanias o sledovih starodavne vozne poti čez ožino, medtem ko je Harold North Fowler leta 1932 odkril del zahodnega pomola.
Sistematična izkopavanja je končno opravil grški arheolog Nikolaos Verdelis med letoma 1956 in 1962  in ta so razkrila skoraj neprekinjen odsek, dolg 800 m, in sledljivost približno 1100 m. Čeprav Verdelisovo poročilo o izkopavanju še naprej zagotavlja osnovo za sodobne razlage, je njegova prezgodnja smrt preprečila popolno objavo. Tako ostaja veliko nerešenih vprašanj v zvezi z natančno naravo strukture. Dodatne preiskave na kraju samem, ki naj bi dopolnjevale Verdelisovo delo, sta pozneje objavila Georges Raepsaet in Walter Werner. 
Danes je erozija gibanja ladij na bližnjem prekopu povzročila precejšnje okvare in diolkos je v slabem stanju, še posebej na svojem izkopanem zahodnem koncu. Kritiki, ki krivijo grško ministrstvo za kulturo za nadaljnjo neaktivnost, so sprožili peticijo za ohranitev in obnovo registriranega arheološkega najdišča. 

## Antični viri
Starodavni pisci, ki so omenjali prenos ladij čez ožino (v kronološkem vrstnem redu):
- Tukidid (grško Θουκυδίδης, Thoukudídēs) 3.15.1, 8.7, 8.8.3–4
- Aristofan (grško Ἀριστοφάνης Aristophanes), Thesmophoriazusae (grško Θεσμοφοριάζουσαι Thesmophoriazousai)  647–648
- Polibij (grško Πολύβιος) 4.19.7–9 [318], 5.101.4 [484], frag. 162 (ed. M. Buettner-Wolst)
- Tit Livij (latinsko Titus Livius) 42.16.6
- Strabon 8.2.1 [C.335], 8.6.22 [C.380], 8.6.4 [C.369]
- Plinij starejši, (Naturalis Historia), 4.9–11, 18.18
- Kasij Dion (starogrško Δίων ò Κάσσιος [Díon ὁ Kássios], latinsko Lucius Cassius Dio Cocceianus) 51.5
- Hezihij iz Aleksandrije (grško  Ἡσύχιος ὁ Ἀλεξανδρεύς ) (ed. Schmidt, I, p. 516.80)
- Suda (grško Σοῦδα) 2.92
- Georgij Sfranzes (grško Γεώργιος Σφραντζής ali Φραντζής; 1401 – c. 1478) 1.33
- Al-Idrizi (Joubert, P.A.: Géographie d'Édrisi 2, Paris 1840, p. 123)

## Druge ladijske poti
Poleg Diolkosa v Korintu pičli literarni dokazi govorijo še o dveh poteh za prevoz ladij s tem imenom v antiki, obe v rimskem Egiptu: zdravnik Oribazij  (c 320-400 n. št.) prikazuje dva odlomka iz 1. stoletja našega štetja Ksenokrata, v katerem je mimogrede opisal diolkos v bližini pristanišča Aleksandrija, ki je morda bil na južni konici otoka Faros. Še en diolkos omenja Ptolemaj (90-168 n. št.) v svoji knjigi o geografiji (IV, 5, 10), kot je povezovanje lažnega ustja delno zamuljenega Nila s Sredozemskim morjem. Niti Ksenokrat niti Ptolemej ne navajata nobenih podrobnosti o teh voznih poteh.